# Герман Кевесс фон Кевессаза
Герман Альбін Йозеф Кевесс, з 1873 року — Кевесс фон Кевессаза, з 17 серпня 1917 року — Барон Кевесс фон Кевессаза (нім. Hermann Albin Josef Baron Kövess von Kövesshaza) (30 березня 1854, Тімішоара, Банат ― † 22 вересня 1924, Відень) ― генерал–фельдмаршал, успішний воєначальник Першої світової війни, від 3 листопада 1918 р. останній верховний головнокомандувач Збройними силами Австро-Угорщини (1918).

## Біографія

### Сім'я
Кьовесс був сином генерал-майора Альбіна Віктора Кевесса (1821—1890) та Йоганни Регіни Стерцінг (1836—1898), дочки трансільванського фармацевта.
5 жовтня 1892 року він одружився з баронесою Євгенією Г'є фон Глюнек (1861—1941), дочкою вчителя права і цісарсько-королівського Міністра барона Антона Г'є фон Глюнека. У подружжя було троє синів: Адальберт (Бела) († 1914), Ойген (Єну) і Геза (1896—1977), які служили артилерійськими офіцерами. Останній працював доктором історії в Музеї історії армії, і в 1950 році йому ненадовго довірили керівництво.

### Військова кар'єра
З 1864 р. Кьовесс відвідував середню школу в Будапешті, а з осені 1865 р. вступив до кадетського інституту в Гайнбург-ан-дер-Донау. У 1868 році він розпочав навчання в академії в Зноймо, а в 1869 році вступив у Цісарсько-королівську технічну військову академію у Відні.
18 серпня 1872 року він в званні лейтенанта приєднався до цісарсько-королівського інженерного полку № 2 (Відень).
У 1875 році він став першим обер-лейтенантом, який відвідував військову школу з 1876 по 1878 рік. У 1878 році він був призначений до 16-ї піхотної дивізії військ у Сібіу як офіцер генерального штабу.
У 1879 році — офіцер генерального штабу 12-ї кавалерійської бригади.
В 1882 році з метою придушення заколоту в Далмації Кевессаза очолив свою першу експедицію.
З 1882 р. Кевесс служив гауптманом Генерального штабу у Відні, в 1885 р. виконував обов'язки командира роти піхотного полку № 38.
У період з листопада 1886 р. по листопад 1888 р. був офіцером Генерального штабу 1-го армійського корпусу в Кракові. У 1889 році він перейшов до штабу піхотного полку № 56 у Вадовицях.
1 травня 1890 року він отримав звання майор та був переведений в Естергом в 26-й піхотний полк. У листопаді 1894 року, у віці 40 років, він отримав звання оберст-лейтенанта і був працевлаштований у 72-му піхотному полку в Братиславі.
1 листопада 1896 р. Кевесс став оберстом і служив у піхотному полку № 52. З березня 1898 р. по жовтень 1902 р. він командував піхотним полком № 23 у Будапешті. У жовтні 1902 року він взяв на себе керівництво 15-ю піхотною бригадою 8-ї дивізії під керівництвом Франца Конрада в Інсбруку і отримав звання генерал-майора в листопаді. У листопаді 1906 року він прийняв командування цісарсько-королівської 8-ї військової дивізії і був підвищений до фельдмаршала-лейтенанта в травні 1907 року.
У квітні 1910 р. став інспектором укріплень у Південному Тіролі. У червні 1911 року він обіймав посаду генерал-командувача XII корпусу в Сібіу, 1 листопада 1911 року він отримав звання генерала піхоти.

### Перша світова війна

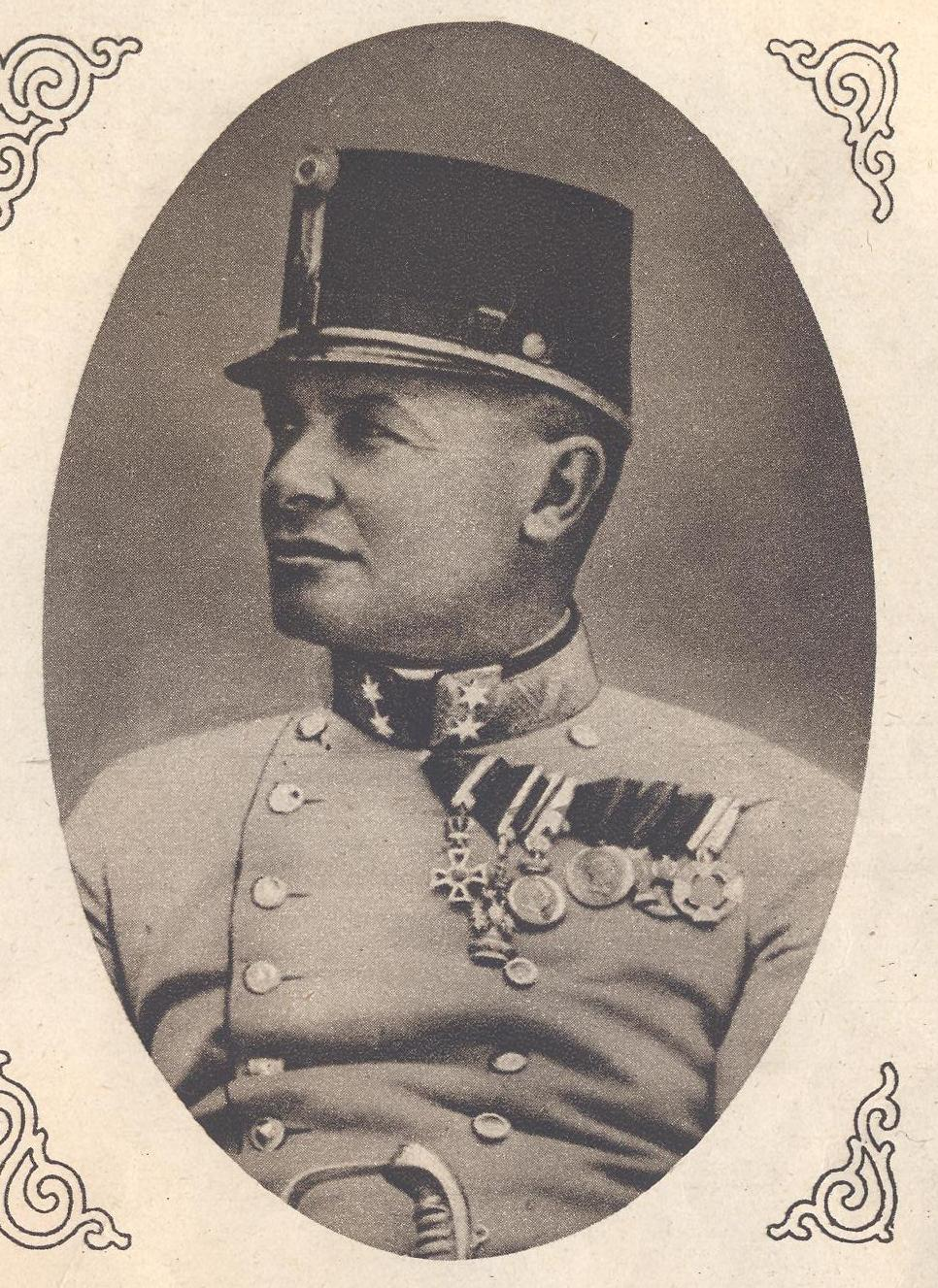
Герман Кевесс фон Кевессаза (1915).

Коли в серпні 1914 р. розпочалася війна, група XII корпусу Кевесса була підпорядкована 3-й армії і намагалася захищати Буковину та лінію Дністра. У битві на Гнилій Липі ці війська були відкинуті росіянами. Крім того, 30 серпня Кевесс отримав звістку про смерть свого старшого сина Бели (Адальберта), який загинув в якості взводного в Угнові.
У вересні XII Корпус підрозділу 2-ї армії генерала Едуарда фон Бем-Ермолі, змушений був евакуйовуватися з Східної Галичини після поразки під Львовом та відступати до Карпатського хребта. Наприкінці жовтня 1914 р. XII корпус для полегшення виснаженого Перемишля не добився результату в контратаках у Старому Самборі. У листопаді 1914 року 2-га армія була виведена з Карпат і з XII-тим корпус передислокувався до Піліці в районі Белхатова для траншейної війни в польській Сілезії.
На початку травня 1915 р. внаслідок Горлицького прориву німецької 11-ї армії почався «великий відступ» росіян. Напад з району Радома на Віслу було відновлено.
21 липня 1915 р. Кевесс у співпраці з німецьким корпусом ландверу під командуванням генерала Войрша зумів взяти Демблінську фортецю і командував своєму корпусу перетнути там Віслу.
28 вересня 1915 р. Кевесс став командувачем цісарсько-королівської 3-ї армії. У жовтні 1915 р. складі групи армій Маккензена було розпочато напад на Сербію разом з німецькою 11-ю армією Макса фон Гальвіца, в результаті було завойовано Белград. 3-тя армія зосередилася у другій фазі нападу на завоювання Чорногорії та Албанії. Після завоювання Ловчена (11 січня), окупації Цетинє (13 січня) і Тирани (9 лютого), Кьовесс отримав звання генерал-оберста.

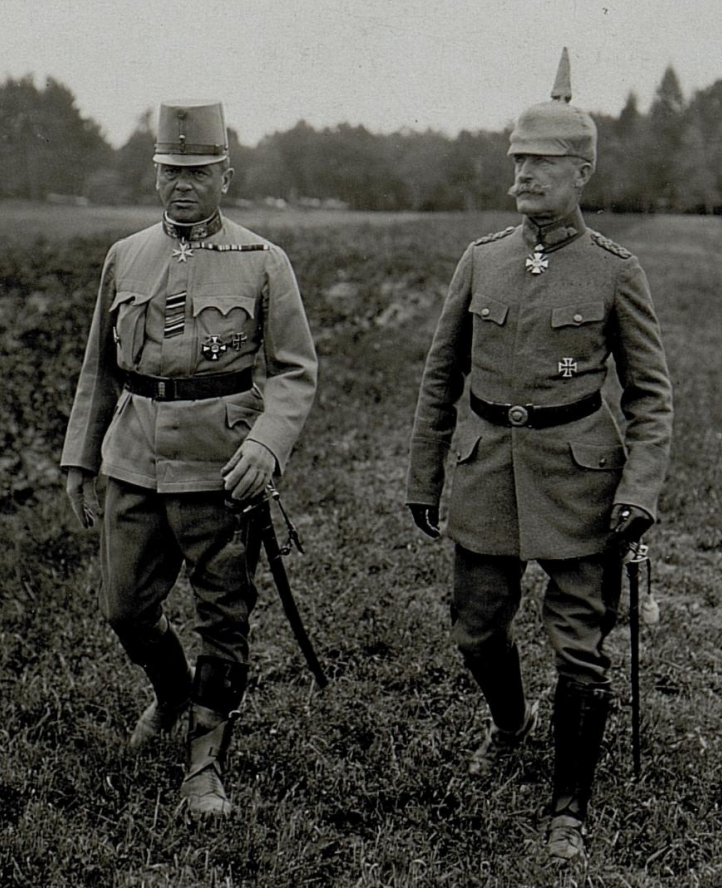
Кевесс з німецьким генерал-фельдмаршалом фон Макензеном (1916).

З березня 1916 року австро-угорська 3-тя армія входила до групи армій ерцгерцога Ойгена на Південно-Тірольському фронті. У липні наступ на італійців, що розпочався в середині травня, довелося знову розірвати, оскільки фронт в Галичині розвалився в результаті російського наступу Брусилова.
20 жовтня 1916 року генерал-полковник Кевесс прийняв командування 7-ю цісарсько-королівською армією, яка захищала Карпатський хребет на румунському кордоні. У липні 1917 р. Контрнаступ союзників відвоював Буковину, а втрачені Чернівці були звільнені військами під керівництвом Кевесса. За це він був нагороджений угорським баронством у поєднанні з довічним кріслом в угорському парламенті.
5 серпня 1917 р. Кевесс отримав звання фельдмаршала. З січня 1918 р. Кевесс командував існуючими групами 7-ї та 1-ї армій в Трансільванії, після Бухарестського мирного договору 7 травня 1918 року, ці формування були знову розпущені. Будучи наступником Артура Арца фон Штраусенбурга, Кевесс нарешті був призначений Карлом І останнім Верховним головнокомандувачем Збройних сил Австро-Угорщини (3 листопада 1918), які до цього моменту перебували в стані повного розпаду. 4 листопада 1918 р. (наступного дня після перемир'я з Італією) Кевесс мусив відступити і віддати наказ про демобілізацію Збройних сил, згідно з наказом Карла I.
31 жовтня 1918 р. Угорщина розірвала Реальний союз з Австрією. Угорські полки поверталися до свого командування. Прибув Кевесс у Відень 9 листопада 1918 року з 200 чоловіками на кораблі з Угорщини. До 3 грудня 1918 р. він закінчив розпуск Збройних сил та 19 грудня подав у відставку.

### Післявоєнне життя
Після війни Кевесс жив в Відні і Будапешті. В травні 1919 року ряд угорських офіцерів звернулися до Кевесса з пропозицією постати на чолі «білих» угорських військ і виступити проти Угорської Радянської Республіки, але Кевессаза відмовився, заявивши, що в політику він не втручається. Помер 22 вересня 1924 на 70 році життя в Відні.

### Пам'ять
Форма фельдмаршала Кевесса фон Кевессази виставлена в постійній експозиції Військово-історичного музею у Відні.

## Нагороди

### Австро-Угорщина
- Медаль «За військові заслуги» (Австро-Угорщина)
  - бронзова (1890)
  - срібна (12 січня 1916)
  - золота (10 грудня 1916)
- Ювілейна пам'ятна медаль 1898
- Орден Залізної Корони
  - 3-го класу (квітень 1902)
  - 1-го класу (7 березня 1914)
    - військова відзнака (5 жовтня 1914)
- Орден Леопольда
  - лицарський хрест (12 серпня 1908)
  - великий хрест з військовою відзнакою (3 серпня 1915)
    - мечі (після 13 грудня 1916)
- Ювілейний хрест
- Почесний знак Австрійського Червоного Хреста, зірка з військовою відзнакою (травень 1915)
- Хрест «За військові заслуги» (Австро-Угорщина)
  - 1-го класу з військовою відзнакою (28 листопада 1915)
    - мечі (після 13 грудня 1916)
- Маріанський хрест на шийній стрічці (19 червня 1916)
- Військовий орден Марії Терезії, командорський хрест (17 серпня 1917)
- Королівський угорський орден Святого Стефана, великий хрест (26 березня 1918)

### Велике герцогство Баден
- Орден Бертольда I, командорський хрест 1-го класу (квітень 1903)
- Орден Церінгенського лева, великий хрест (січень 1904)

### Королівство Пруссія
- Залізний хрест
  - 2-го класу (березень 1915)
  - 1-го класу (липень 1915)
- Pour le Mérite з дубовим листям
  - орден (29 листопада 1917)
  - дубове листя (30 травня 1918)

### Османська імперія
- Медаль «Імтияз»
  - срібна (квітень 1916)
  - золота (травень 1916)
- Золота медаль «Ліакат» (30 вересня 1916)
- Галліполійська зірка

### Інші країни
- Орден Корони Італії, лицарський хрест (9 липня 1882)
- Орден Таковського хреста 2-го ступеня (Королівство Сербія; квітень 1900)
- Орден «За заслуги» (Баварія), великий хрест із мечами (24 січня 1916)
- Орден Вюртемберзької корони, великий хрест (30 квітня 1916)
- Орден «Святий Олександр», великий хрест із мечами (Третє Болгарське царство; 16 вересня 1916)
- Орден Заслуг pro Merito Melitensi, великий хрест (Мальтійський орден; 4 вересня 1918)